# ジャン＝ジョゼフ・ド・モンドンヴィル
ジャン＝ジョゼフ・ド・モンドンヴィルまたはジャン＝ジョゼフ・カッサネア・ド・モンドンヴィル（Jean-Joseph de Mondonville, aka Jean-Joseph Cassanéa de Mondonville, 1711年12月25日洗礼 ナルボンヌ - 1772年10月8日 パリ近郊のベルヴィル）は、フランスのヴァイオリニスト、作曲家。世代的にはジャン＝フィリップ・ラモーより若く、生前は大変な成功を収めた。ルイ＝クロード・ダカンの子ピエール＝ルイ・ダカンはこう言っている。
| 「 | もし私がラモーになることができないなら、モンドンヴィル以外になりたい者は他にいない。 | 」 |

## 生涯
南西フランスのナルボンヌに生まれた。貴族の家だったが、その時には既に厳しい状況に陥っていた。1733年、公妾ポンパドゥール夫人のパトロネージュを得ようとパリに行き、コンセール・スピリチュエルのヴァイオリニストといった、いくつかのポストを手に入れた。
最初の作品はヴァイオリン・ソナタ集で1733年に出版された。それから、宮廷礼拝堂ならびに王の寝室（Chambre du Roi）でヴァイオリニストとして100回あまりの演奏をした。彼の作曲したグラン・モテも数曲演奏され、大絶賛を受けた。1740年と1744年には宮廷礼拝堂の監督官（sous-maître）に任命された。1740年代はヴァイオリニストとしての活動を続けながら、そのかたわらで王立音楽アカデミーやコンセール・スピリチュエルのためにオペラやグラン・モテを作曲し、またThéâtre des Petits-Cabinetsとも提携した。1755年、ジョゼフ＝ニコラ＝パンクラス・ロワイエの死を受けて、コンセール・スピリチュエルの監督を引き継いだ。60歳でベルヴィルで亡くなった。

## 音楽

### 教会音楽
1734年から1755年にかけて17曲のグラン・モテを作曲し、そのうち7曲は現存している。モテ『主に向かって喜び歌おう』は宮廷礼拝堂音楽監督（Maître de musique de la Chapelle）の役職にあった1740年に作られた。管弦楽にも声楽にも精通していたおかげで、革命前の宮廷礼拝堂（Chapelle royale）のレパートリーの中で最も権威のあったグラン・モテに、音色の強烈さと、これまでになかった劇的クオリティを導入することができた。

### オペラ
最初の舞台作品、フランスのバロック・オペラの軽やかな形式つまりOpéra-balletとPastorale héroïqueを持った『Isbé』こそ失敗に終わったものの、『Le carnaval de Parnasse』や『Titon et l'Aurore』、『Daphnis et Alcimadure』（台本もモンドンヴィル。生まれ故郷の方言ラングドシアン語で書かれている）は人気のあるオペラである。『Titon et l'Aurore』は、1750年代にパリで沸き起こったフランス・オペラ派・イタリア・オペラ派のブフォン論争で重要な役を演じた。フランス派は初演は大成功だったと主張したが、イタリア派は上演場所のThéâtre de l'Académie Royale de Musiqueに兵隊をぎっしり詰めこませた結果だと言い返した。彼は深刻なフランス・オペラ（音楽の悲劇 Tragédie en musiqueとして知られていた）に手を出して、失敗した。「フランス・オペラの父」ジャン＝バティスト・リュリが1675年に作曲した『テセウス』の台本を再使用して、新たな『テセウス』を作ったのだ。彼は大胆にも、最も愛されているリュリの音楽を、何の敬意も払わず差し替えてしまった。1765年の宮廷での初演は賛否両論で、2年後の一般上演では、リュリの曲に戻せと観客が言い出して打ち切られてしまった。もしかしたら、彼はちょっとだけ時代の先を進んでいたのかも知れない。1770年代になって、グルックの『アルミード』のようにリュリの悲劇を新しい音楽に直すことが流行になったのだから。

## 代表作

### 器楽曲
- ヴァイオリン・ソナタ Op.1（1733年）
- トリオ・ソナタ Op.2
- クラヴサン・ソナタ小品集 Op.3（1734年。後に『管弦楽ソナタ』として管弦楽化）
- Op.4の序文は『Les sons harmoniques』の演奏に関して書かれたテキストの最初の証拠を含んでいる（パリ&リール、1738年）
- 声またはヴァイオリンを伴うクラヴサン小品集 Op.5（1748年）

### オペラ
- Isbé（1742年）
- Bacchus et Erigone（1747年）
- Le carnaval du Parnasse（1749年）
- Vénus et Adonis（1752年）
- Titon et l'Aurore（1753年）
- Daphnis et Alcimadure（1754年）
- Les fêtes de Paphos（1757年）
- テセウス（1765年）
- Les projets de l'Amour（1771年）

### グラン・モテ
現存している9曲のみ。
- 主は王 Dominus regnavit decorum（詩篇第92）（1734年）
- Jubilate Deo（詩篇第99）（1734年）
- Magnus Dominus（詩篇第47）（1734年）
- Cantate domino（詩篇第149）（1743年）
- 主に向かって喜び歌おう Venite exultemus Domino（詩篇第94）（1743年）
- Nisi Dominus aedficavit（詩篇第126）（1743年）
- 深き淵より De profundis（詩篇第129）（1748年）
- Coeli enarrant gloria（詩篇第18）（1750年）
- イスラエルがエジプトを出た時 In exitu Israel（詩篇第113）（1753年）

## レコーディング
- Titon et l'Aurore - マルク・ミンコフスキ指揮、ミュジシャン・デュ・ルーヴル（エラート、1992年）
- Les fêtes de Paphos - クリストフ・ルセ指揮、レ・タラン・リリク（デッカ、オワゾリール（L'Oiseau-Lyre）、1997年）
- Les Grands Motets (Dominus regnavit, In exitu Israel, De profundis) - ウィリアム・クリスティ指揮、レザール・フロリサン（エラート、1997年）
- Venite Exultemus, De Profundis (Grands Motets) - エドワード・ヒギンボトム指揮、オックスフォード・ニュー・カレッジ合唱団（ヘリオス（Hellios）、1999年）
- Six sonates Op. 3 - マルク・ミンコフスキ指揮、ミュジシャン・デュ・ルーヴル（ドイツ・グラモフォン、1998年）
- The aria "Désirs toujours détruits" from Isbé - ヴェロニク・ジャンス（ソプラノ）『Tragédiennes』収録（ヴァージン・クラシックス、2006年）